# Magnoliaceae
Magnoliaceae, las magnoliáceas, o magnolias son una familia de Angiospermas perteneciente al orden Magnoliales. El número total de géneros está en disputa. Se aceptan 17, otros aceptan solo dos: Magnolia y Liriodendron, con unas 225 especies, que se distribuyen por Asia tropical y templada y América boreal y meridional.

## Distribución y hábitat
Las magnoliáceas son una familia de árboles y arbustos que se distribuyen ampliamente en zonas templadas y tropicales del sureste de Asia, y en Centro y Suramérica tropical y en Norteamériica. En el Neotrópico se conocen cerca de 45 especies de magnoliáceas (Lozano 1994), distribuidas en Centroamérica, las Antillas, el Chocó Biogeográfico, el oriente de las Guayanas, los Andes, la vertiente andino-amazónica y el sureste de Brasil. En Colombia se concentra la mayor diversidad de magnoliáceas del Neotrópico con 33 especies (incluyendo dos posibles especies nuevas), todas del género Magnolia. De las especies colombianas, 29 son exclusivas del país, y se localizan principalmente en bosques húmedos y muy húmedos, desde el nivel del mar hasta 3000 m s. n. m., en la franja andina y subandina, y en el Chocó Biogeográfico (lozano 1983,1994,Velásquez & Serna 2005)

## Descripción
Las magnoliáceas son árboles fáciles de reconocer por sus tallos monopódicos y follaje denso. Además, sobre el suelo donde crecen es frecuente encontrar un manto formado por sus hojas secas de consistencia coriácea y haz lustroso (razón por la cual varias de estas especies son conocidas como hojarasco; este manto está acompañado de brácteas foliares y florales, sépalos y tépalos carnosos, y restos de frutos de paredes gruesas y receptáculos leñosos.
Las poblaciones menos perturbadas de magnoliáceas tienen una distribución gregaria e, incluso, en algunas ocasiones, pueden llegar a formar rodales densos, con grandes árboles adultos emergentes y numerosas plántulas. Un ejemplo de ello son algunas poblaciones de Magnolia yarumalenis localizadas sobre la cordillera Occidental en el suroccidente de Antioquia. Por lo general las poblaciones que crecen en hábitats fragmentados y aislados están compuestas únicamente por los árboles adultos ocasionales, localizados en la periferia de los fragmentos y con una escasa generación natural.
La polinización de estas plantas es realizada generalmente por coleópteros (escarabajos), mientras que la dispersión de sus semillas con frecuencia es llevada a cabo por aves o mamíferos. El aislamiento de las poblaciones deterioradas dificulta la dinámica de estos procesos pues disminuye el flujo genético entre ellas, lo que puede llevarlas a la extinción local.

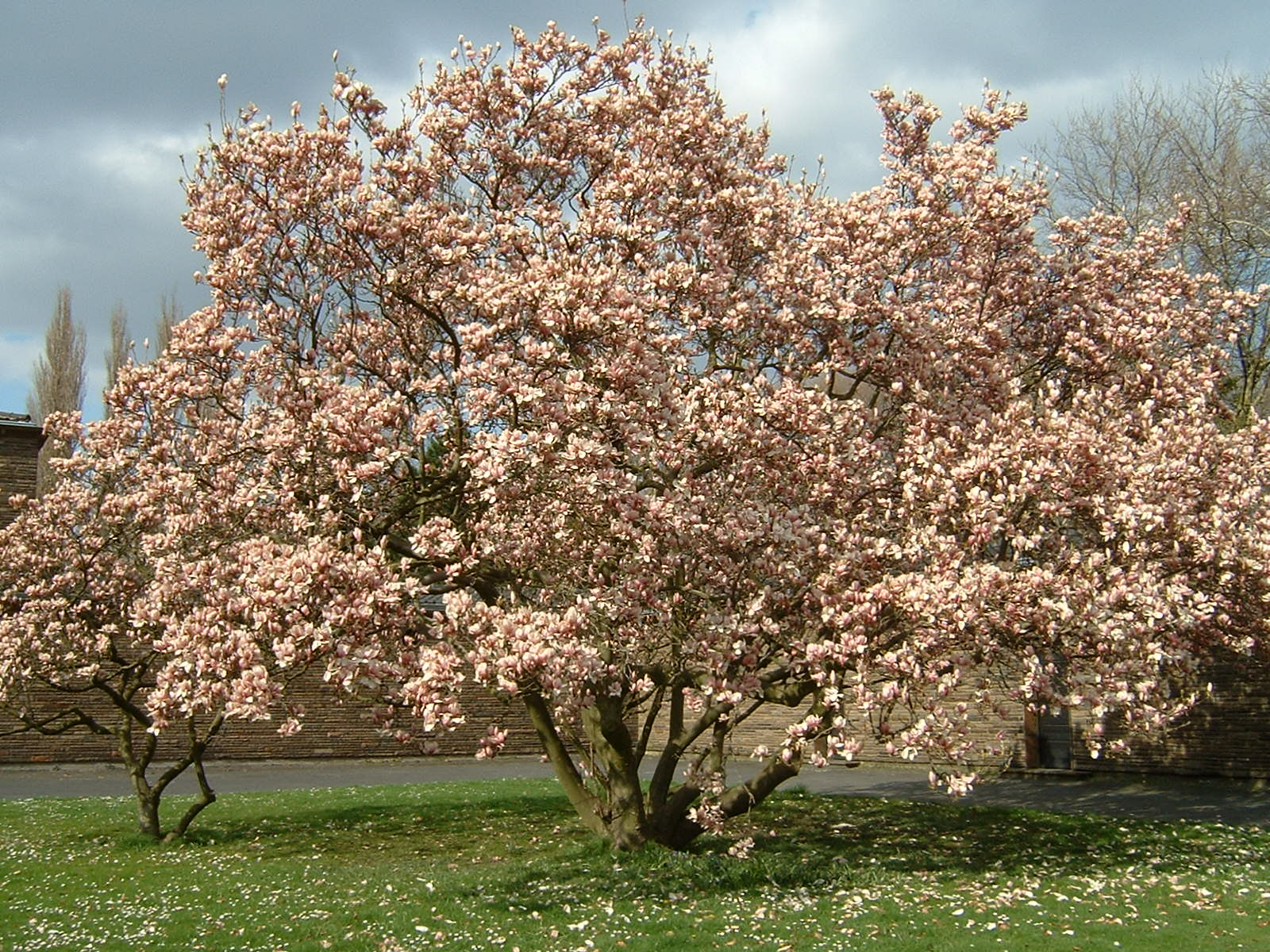
Cultivar ornamental de magnolio en flor.

- Árboles o arbustos, glabros o con indumento de pelos simples, de crecimiento monopódico o simpódico.
- Hojas simples, medianas a grandes, enteras o 2-10-lobuladas, en espiral, pinnatinervias, persistentes o caducas, con estípulas grandes, libres o parcialmente adnatas al peciolo, en principio rodeando y protegiendo la yema terminal, posteriormente caducas y dejando una cicatriz anular en el nudo. Estomas solo en el envés foliar, paracíticos, raramente anomocíticos.
- Tallos con nodos con 6 o más lagunas, con radios amplios, floema secundario estratificado.
- Flores bisexuales terminales o pseudoaxilares sobre un braquiblasto axilar, perfectas, raramente unisexuales, pedúnculo con una o más brácteas espatáceas caducas que dejan cicatrices anulares. Perianto espiral o espirocíclico (3-4 verticilos ternados), uniforme no diferenciado en cáliz y corola, 6-18 tépalos caducos, libres, imbricados. Receptáculo alargado. Estambres 50-200, libres, espirales, filamentos cortos o largos, anteras adnatas, lineares, 2-loculares, tetrasporangiadas, de dehiscencia introrsa, latrorsa o raramente extrorsa, conectivo usualmente prolongado; carpelos (1-)20-200, apocárpicos o sincárpicos, espirales, gineceo sésil o estipitado, estilo corto, estigma terminal, seco, alargado o no; óvulos (1-)2-12(-20) por carpelo, anátropos, bitégmicos, crasinucelados, placentación marginal, biseriada en la sutura ventral, funículo con obturador.
- Fruto apocárpico o sincárpico, los carpelos se abren por la sutura dorsal o ventral, raramente circuncísiles o indehiscentes, o una cápsula loculicida; usualmente endurecidos, leñosos, a veces carnosos, abayados.
- Semillas 1 o más por carpelo, grandes, en los carpelos dehiscentes usualmente colgantes del funículo alargado, en los indehiscentes la testa ariloide adherente al endocarpo, endospermo abundante, oleoso, no ruminado, embrión menudo.
- Polen reniforme a navicular, con un colpo distal, raramente tricotomosulcado, ectexina diferenciada en tectum, columelas y capa basal, tectum perforado y ruguloso, endexina fina, lamelada o bien ausente, intina más gruesa que la exina, en capas lameladas.
- Número cromosómico: x = 19; cromosomas pequeños; poliploidía frecuente en especies de zonas templadas o del Himalaya.

## Ecología
Flores protóginas, polinizadas por escarabajos que se alimentan de los estigmas, polen, néctar y las secreciones de los pétalos. En las especies con frutos dehiscentes, las semillas quedan colgando cierto tiempo de los funículos alargados hasta que caen, en las que tienen frutos indehiscentes, el sincarpo resultante cae como una unidad. En Liriodendron los carpelos samaroides son dispersados por el viento.
Especies propias de los bosques templados y de las selvas tropicales de media y gran altitud (hasta 3500 m), raramente a baja altitud. La distribución fragmentada actual es el resultado de eventos de migración forzosa y encogimiento de áreas debido a los cambios brutales de clima durante el Pleistoceno. Fisiológicamente, son plantas C3.

## Fitoquímica
En las magnoliáceas se han encontrado estructuras antioxidantes como el magnodiol y honokiol, que son potencialmente compuestos antioxidantes, de uso farmacéutico y alimenticio. Además se han encontrado otras estructuras químicas con actividades antimaláricas, antiplaquetarias, antinflmatorias y citotóxicas.
Otras sustancias como, aceites esenciales presentes en grandes idioblastos. Lactonas sesquiterpénicas (de tipo germanacrólido, eudesmanólido, elemanólido y guainólido), flavonoles, procianidinas, ácido cafeico, ciclitoles, lignanos, neolignanos y alcaloides presentes, así como compuestos cianogenéticos derivados de la tirosina (taxifolina y trigloquinina) en Liriodendron tulipifera y Magnolia sprengeri. Galitaninos y elagitaninos ausentes. Hojas frecuentemente muy silicificadas.

## Usos
La mayoría de las especies de magnolias han sido usadas históricamente como madera de aserrío para la construcción de viviendas y como madera rolliza para carpintería, ebanistería, vigas y pisos. La explotación se da principalmente a nivel local, y en el mercado su madera es conocida con nombres como almanegra u hojarasco. También se usa Magnolia hernandezii para fabricar “molinillos”que se utilizan como utensilios en cocina. Magnolia officinalis, M. champaca y otras especies producen sustancias de uso en farmacopea tradicional y moderna. Otras especies se usan en jardinería por sus propiedades ornamentales, habiéndose obtenido numerosos cultivares híbridos.

## Taxonomía
Las magnoliáceas, desde su descripción, han sido consideradas como un grupo primitivo de Angiospermas, alrededor del cual se han colocado unas u otras familias, dependiendo del sistema, para crear un Orden Magnoliales. El APW (Angiosperm Phylogeny Website) considera que es el grupo hermano del clado apical del Orden, formado por (Degeneriaceae, Himantandraceae) (Eupomatiaceae, Annonaceae).

### Taxones genéricos

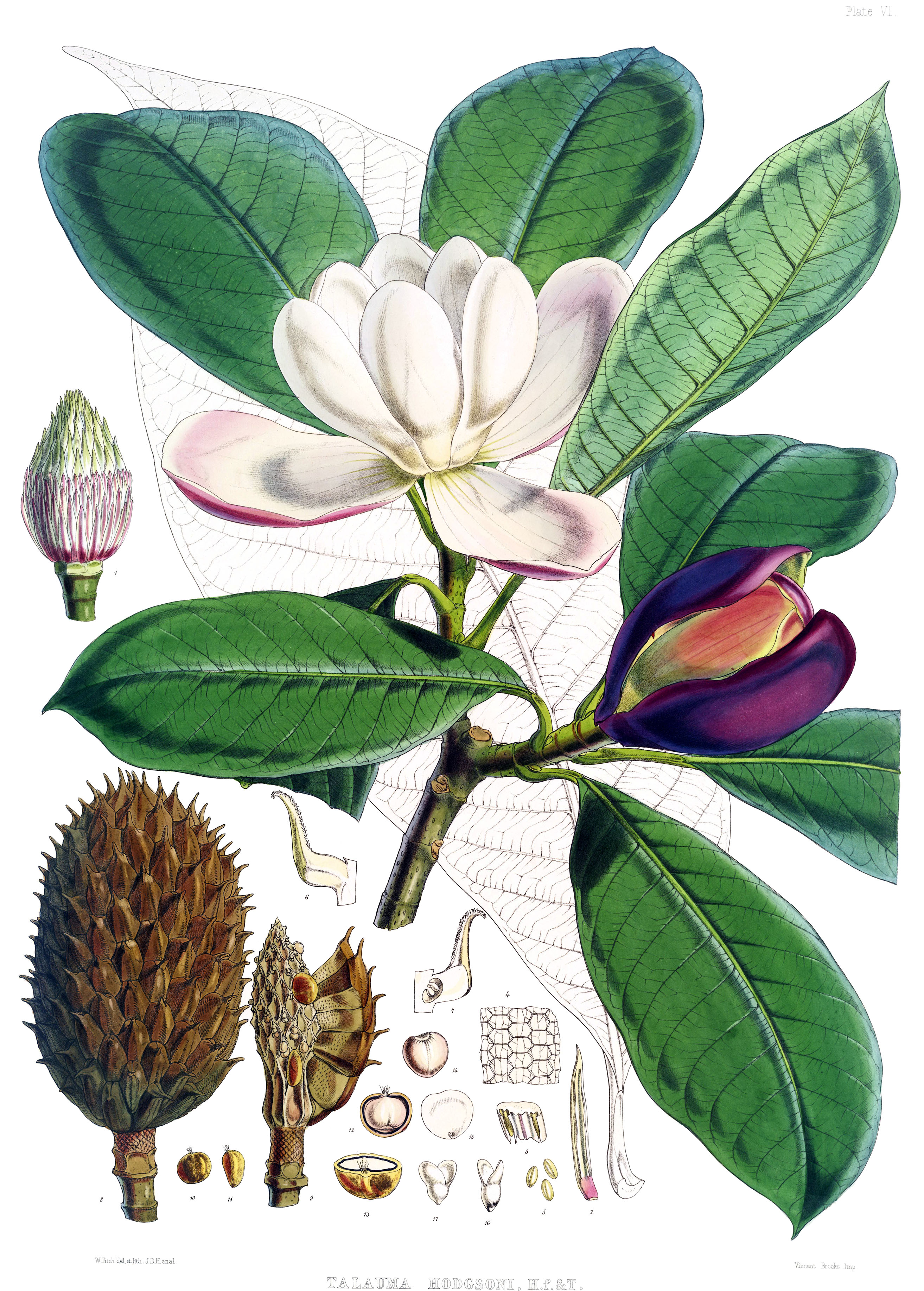
Magnolia hodgsonii

La sistemática interna de la familia es muy controvertida, distinguiéndose desde 12 géneros (p. ej. Hutchinson, 1964) a 7 (Nooteboom, 1993) o solo 2 (véase el APW más arriba). Los recientes estudios de filogenia molecular dejan a Liriodendron como un género indiscutido en su validez, pero los restantes surgen como ramas internas de un género Magnolia fuertemente parafilético, por lo que la tendencia actual es a incluir Manglietia, Pachylarnax, Kmeria, Elmerrillia y Michelia en un amplio género Magnolia, opción que seguimos aquí. El único taxón candidato a mantener posiblemente su estatus genérico sería Talauma, al ser la rama basal del árbol filogenético del género Magnolia, pero esta opción necesita un consenso que aún no se ha alcanzado entre los botánicos.
Los dos géneros que se reconocen aquí se pueden distinguir como sigue:

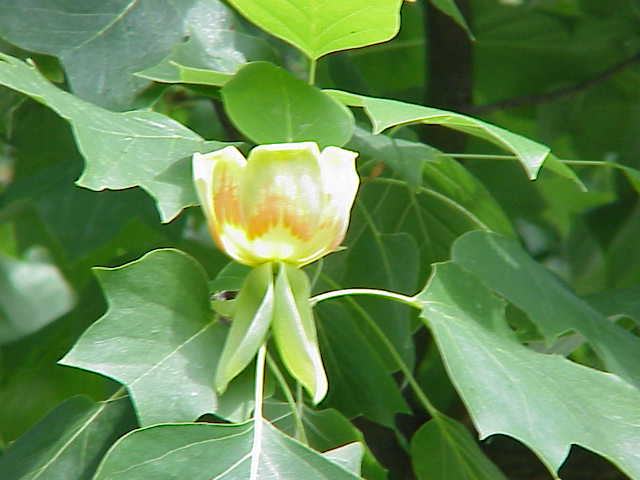
Flor y hojas de Liriodendron tulipifera

- Hojas 2-10-lobuladas, de ápice truncado o ampliamente escotado. Anteras extrorsas. Carpelos samaroides en fruto, caducos:

Liriodendron L., 1753. Oriente de América del Norte, sur de China y norte de Vietnam.
- Hojas enteras, raramente 2-lobuladas. Anteras introrsas o latrorsas. Carpelos no samaroides en fruto, dehiscentes o circuncísiles, si indehiscentes, formando un sincarpo:

Magnolia L., 1753. Este y sur de Asia, Indonesia y Nueva Guinea, América del norte y del sur.

### Etimología
El género lleva el nombre de Pierre Magnol, botánico de Montpellier (Francia). La primera especie identificada de este género fue Magnolia virginiana, encontrada por unos misioneros enviados a Norteamérica en la década de 1680. También allí se encontró Magnolia grandiflora, ya en el siglo XVIII.

## Evolución
Las magnoliáceas son una antigua familia que evolucionó antes de que aparecieran las abejas, por lo que las flores se desarrollaron de forma que pudieran ser polinizadas por escarabajos. Como consecuencia, poseen duros carpelos para evitar su deterioro. Se han encontrado especímenes fosilizados de Magnolia acuminata con una antigüedad de 20 millones de años y se han podido identificar plantas pertenecientes a la familia Magnoliaceae que datan de hace 95 millones de años.
Otra característica distintiva de las magnolias es la ausencia de sépalos o pétalos; en su lugar poseen tépalos, término que se acuñó para referirse a este elemento intermedio.

### Fósiles
Se conocen representantes de esta familia desde el Cretácico superior, quedando restos suyos en todo el hemisferio norte (p. ej. Archaeanthus del Cenomaniense, 98 Ma). Las semillas de Magnolia son comunes en los yacimientos del Terciario europeo. Se considera que las especies norteamericanas son supervivientes del Pleistoceno, durante el cual los representantes europeos se extinguieron.